# Сан-Фелипе (Юкатан)
Сан-Фелипе (исп. San Felipe) — город в Мексике, штат Юкатан, административный центр одноимённого муниципалитета. Численность населения, по данным переписи 2010 года, составила 1789 человек.

## Этимология
Изначально город назывался Актам-Чулеб (Actam Chuleb), что в переводе с майяйского означает «песни птиц чулеб». В 1853 году название города было изменено на Сан-Фелипе, в честь Святого Фелипе — францисканского монаха и первого мексиканского святого.
Существует легенда о другом происхождении названия. Три испанских авантюриста: Франсиско, Кельсо и Фелипе, во времена завоевания Юкатана, обнаруживают захоронения майя в Чичен-Ица, а разграбив несколько могил, скрываются. В дороге происходит делёж сокровищ, в результате которого погибают Кельсо и Франсиско. Фелипе добирается до северного побережья Юкатана, закапывает сокровища на пляжах Актам-Чулеба, и вскоре тоже погибает, а клад так и остаётся похороненным навсегда. В дальнейшем порт был назван именем испанского авантюритса, хотя легенда не раскрывает откуда в названии появилась приставка San.